# Bernd Roos
Bernd Roos, né le 1er septembre 1967 à Miltenberg, est un ancien joueur allemand de handball, évoluant au poste d'ailier droit.

## Palmarès

### Club
Compétitions internationales
- Vainqueur de la Coupe des Villes (1) : 2000

Compétitions nationales
- Vainqueur du Championnat d'Allemagne (1) : 1990
- Vainqueur de la Coupe d'Allemagne (1) : 1989

### Sélection nationale
- Jeux olympiques
  - 5e place aux Jeux olympiques d'été de 2000 à Sydney
  - 7e place aux Jeux olympiques d'été de 1996 à Atlanta
  - 10e place aux Jeux olympiques d'été de 1992 à Barcelone
- Championnats du monde
  - 5e place au Championnat du monde 1999
  - 6e place au Championnat du monde 1993
- Championnats d'Europe
  - 9e place au Championnat d'Europe 2000
  - 9e place au Championnat d'Europe 1994